# Bryłka
Bryłka – polskie nazwisko. Na początku 2023 roku w Polsce nosiły je 1 378 osoby.

## Znane osoby noszące to nazwisko
- Anna Bryłka (ur. 1990) – polska działaczka polityczna i prawniczka;
- Czesław Bryłka (ur. 1955) – polski piłkarz;
- Gerda Bryłka-Krajciczek (ur. 1941) – polska gimnastyczka.